# Кыворвож
Кыворвож (устар. Кывор-Вож) — река в России, течёт по территории Удорского района Республики Коми. Левый приток реки Мадмас.
Длина реки составляет 10 км.

## Данные водного реестра
По данным государственного водного реестра России относится к Двинско-Печорскому бассейновому округу, водохозяйственный участок реки — Мезень от истока до водомерного поста у деревни Малонисогорская. Речной бассейн реки — Мезень.
Код объекта в государственном водном реестре — 03030000112103000044138.